# Амниоцентеза
Амниоцентеза је дијагностичка метода у гинекологијикоја се примењује код трудница са ризичном трудноћом или у случајевима када претходни тестови показују измењене нивое AFP параметара. Плодова вода се узима из материце и лабораторијски се испитује ради одређивања кариотипа бебе, односно броја и изгледа хромозома, како би се на време уочиле евентуалне аномалије на хромозомима.
Амниоцентеза је инвазивна дијагностичка метода. Између 16. и 18. недеље, а најкасније до краја 19-е недеље изводи се гестације пунктирањем плодове воде, чиме се прибављају феталне ћелије. Ово се врши увођењем игле великог калибра кроз зид утеруса под ултразвуком како се не би повредио плод. Пунктирана плодова вода се центрифугира након чега се из ње изолују феталне ћелије које остају при дну епрувете. Оне се стављају на подлогу и узгајају in vitro након чега се у подлогу додаје кохицин који зауставља ћелије у метафази ћелијске деобе када су хромозоми највидљивији. Затим се врши израда кариограма.
Овом методом могуће је установити генетичке промене на плоду што је од виталног значаја за даље планирање трудноће. У случају да се сумња на специфични поремећај, могуће је фокусирати тест на циљани хромозом. На овај начин утврђује се да ли постоји опасност од појаве Дауновог, Тарнеровог, Едвардсовог или Патауовог синдрома, а такође могу да се утврде и друге аномалије бебе (губитак слуха или вида код бебе). На овај начин се са сигурношћу може утврдити и пол бебе.
Метода се сматра инвазивном, и постоји ризик од незарастања постељице након екстраховања игле, цурења плодове воде, као и инфекција. Озбиљније компликације могу довести до побачаја плода, што се статистички дешава у око 0,5% случајева. Ипак, од свих метода за прибављање феталних ћелија, амниоцентеза се најчешће примењује.
Амниоцентеза је први пут изведена 30-их година двадесетог века.